# Птицефабрики
Птицефа́брики (рос. Птицефабрики) — селище у складі Митищинського міського округу Московської області, Росія.

## Населення
Населення — 174 особи (2010; 155 у 2002).
Національний склад (станом на 2002 рік):
- росіяни — 95 %